# Liste der Statistischen Regionen in Nordmazedonien
Die Statistischen Regionen (mazedonisch Статистички Региони Statistički Regioni; albanisch definit Rajonet Statistike, indefinit Rajone Statistike) sind die höchste Ebene der amtlichen Regionalgliederung Nordmazedoniens.
Seit August 2004 ist der Staat in nunmehr acht Regionen und auf der unteren Ebene in ursprünglich 84, seit 2013 nur noch 80 Gemeinden (maz. Општини Opštini; alb. def. Komunat, indef. Komuna) gegliedert.
Regionen haben in Nordmazedonien keine Verwaltungsaufgaben, sondern dienen nur statistischen Zwecken. Sie stellen die EU-konforme NUTS-3-Ebene Nordmazedoniens dar, die im Rahmen der Beitrittskandidatur vorläufig erarbeitet wurde (siehe NUTS:MK). Teilweise bilden sie jedoch historische Regionen, die wirtschaftlich und kulturell miteinander verbunden sind.
In der nachfolgenden Tabelle sind die acht Regionen mit der Verlinkung zu den entsprechenden Artikeln, den offiziellen Bezeichnungen in beiden Amtssprachen, der Fläche, der Einwohnerzahl mit Stand 2021 und dem jeweiligen Zentralort sowie dessen Einwohnerzahl aufgelistet und sie sind alphabetisch geordnet.
| Region     | mazedonisch- kyrillisch | mazedonisch-lateinische Umschrift | albanisch (definit)  | Fläche (km²) | Einwohner 2021-09-05 | Zentralort (Einwohner) |
| ---------- | ----------------------- | --------------------------------- | -------------------- | ------------ | -------------------- | ---------------------- |
| Osten      | Источен регион          | Istočen region                    | Rajoni lindor        | 3.537        | 150.234              | Štip (44.866)          |
| Nordosten  | Североисточен регион    | Severoistočen region              | Rajoni verilindor    | 2.310        | 152.982              | Kumanovo (98.104)      |
| Pelagonien | Пелагониски регион      | Pelagoniski region                | Rajoni pellagon      | 4.717        | 210.431              | Bitola (85.164)        |
| Polog      | Полошки регион          | Pološki region                    | Rajoni pollog        | 2.416        | 251.552              | Tetovo (84.770)        |
| Skopje     | Скопски регион          | Skopski region                    | Rajoni shkupjan      | 1.813        | 632.074              | Skopje (526.502)       |
| Südosten   | Југоисточен регион      | Jugoistočen region                | Rajoni juglindor     | 2.739        | 148.387              | Strumica (49.995)      |
| Südwesten  | Југозападен регион      | Jugozapaden region                | Rajoni jugperëndimor | 3.340        | 177.398              | Ohrid (51.428)         |
| Vardar     | Вардарски регион        | Vardarski region                  | Rajoni vardar        | 4.042        | 138.722              | Veles (48.463)         |
| Summe      |                         | 8 Regionen                        |                      | 24.914       | 1.836.713            | Skopje (526.502)       |